# La Courneuve - 8 Mai 1945 (métro de Paris)
La Courneuve - 8 Mai 1945 est une station de la ligne 7 du métro de Paris, dont elle est le terminus nord, située sur la commune de La Courneuve, sous la place du 8-Mai-1945.

## Situation
La station est établie sous l'avenue Paul-Vaillant-Couturier (RN 2) au niveau de la place du 8-Mai-1945, à l'intersection avec l'avenue Jean-Jaurès et l'avenue Lénine, ces deux dernières voies formant la RN 186. Orientée selon un axe nord-ouest, sud-est, elle est précédée ou suivie (selon le sens de circulation) par la station Fort d'Aubervilliers. Du fait de son statut de terminus, elle se prolonge, au-delà du point d'arrêt normal des rames de métro, par trois voies de garage en tiroir, dont l'une est équipée d'un trottoir de manœuvre, en direction du Bourget.

## Histoire
La station est ouverte le 6 mai 1987 avec la mise en service du prolongement de la ligne 7 depuis Fort d'Aubervilliers, décidé par le ministre chargé des Transports Charles Fiterman et inauguré en présence de son successeur Jacques Douffiagues. Destinée à donner correspondance à la ligne 1 du tramway, ouverte en 1992, elle constitue depuis lors le terminus nord-est de la ligne.
Elle doit sa dénomination à son implantation sous la place du 8-Mai-1945 à La Courneuve, le nom de ce carrefour rappelant les actes de capitulation du Troisième Reich en 1945, qui marquent la fin de la Seconde Guerre mondiale en Europe.
Dans le cadre du programme « Renouveau du métro » de la RATP, les couloirs de la station ont été partiellement modernisés le 22 juillet 2005 avec notamment la rénovation de l'éclairage.
Selon les estimations de la RATP, la station a vu entrer 5 886 507 voyageurs en 2019, ce qui la place à la 63e position des stations de métro pour sa fréquentation. En 2020, avec la crise du Covid-19, son trafic annuel tombe à 3 611 264 voyageurs, la classant alors au 39e rang, avant de remonter progressivement en 2021 avec 4 924 444 entrants comptabilisés, ce qui la place à la 37e position des stations du réseau pour sa fréquentation cette année-là.

## Services aux voyageurs

### Accès
La station possède quatre accès, tous situés sur la place du 8 Mai 1945. Chaque accès est doublé par un accès sur la station de tramway de la ligne 1 :
- l'accès no 1 : « Stade Daniel Féry » ;
- l'accès no 2 : « Avenue Jean Jaurès » ;
- l'accès no 3 : « Avenue Paul Vaillant-Couturier » ;
- l'accès no 4 : « Avenue Lénine ».

Accès à la station
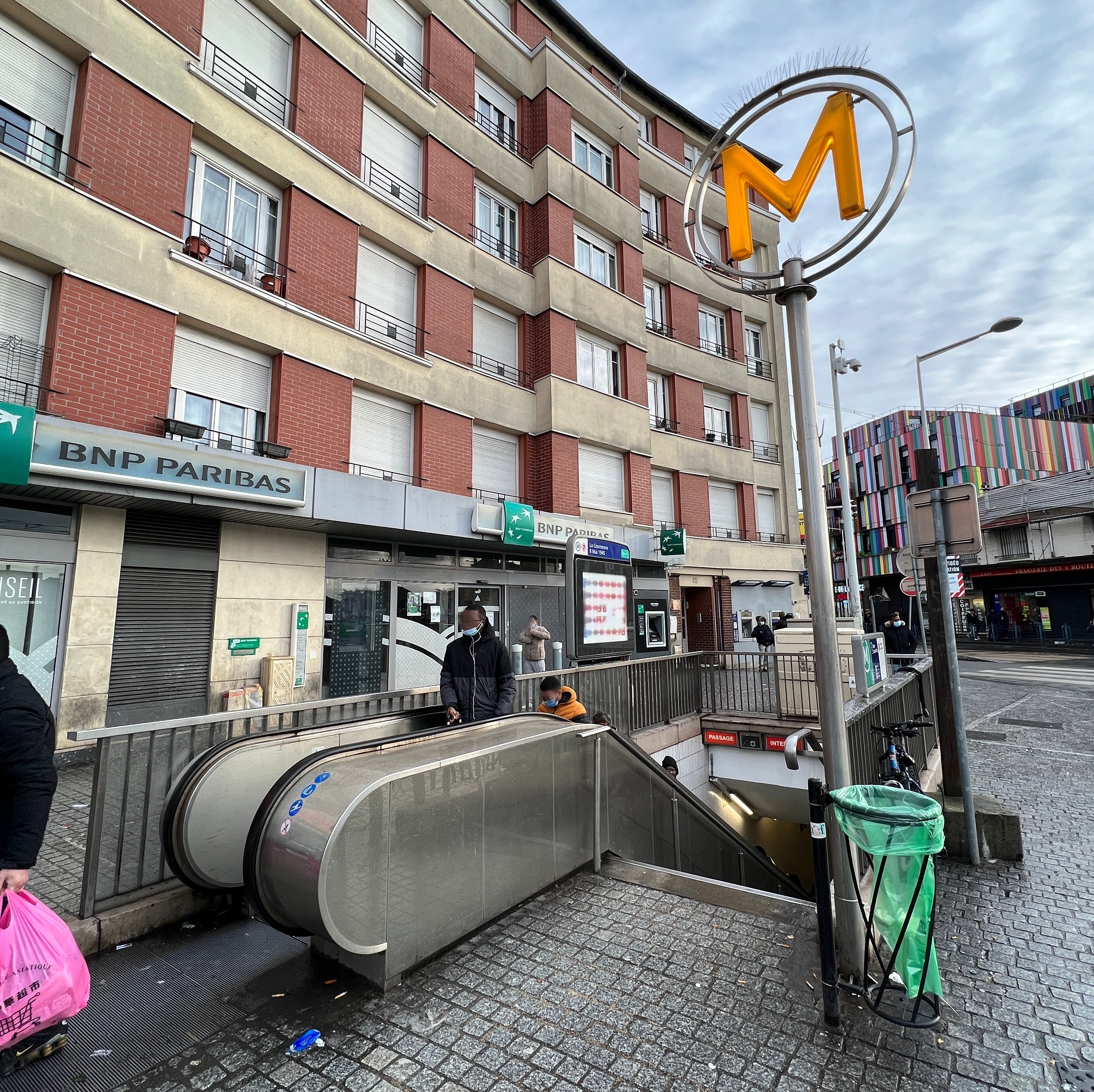
L'accès no 1 « Stade Daniel Féry ».
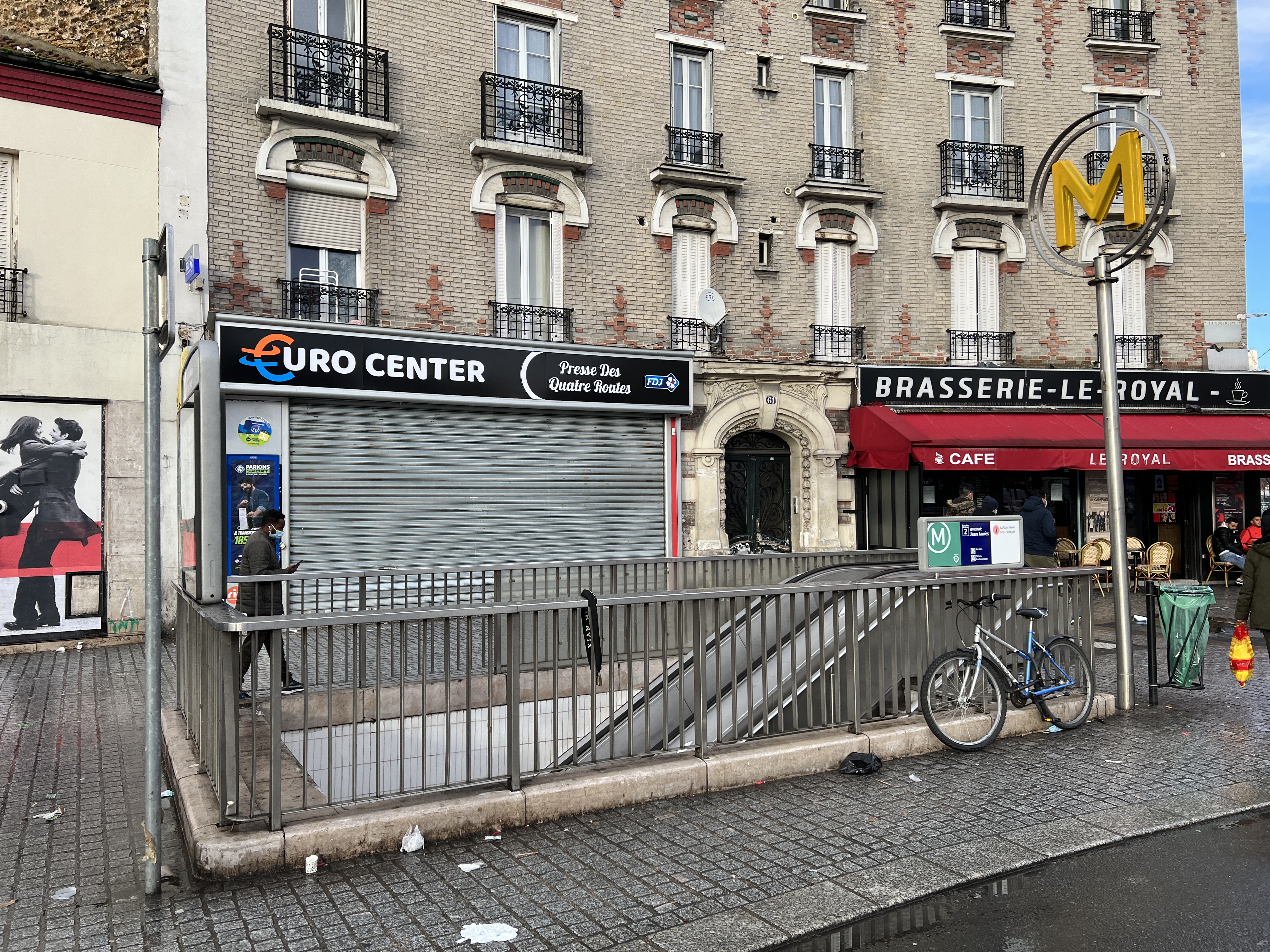
L'accès no 2 « Avenue Jean Jaurès ».
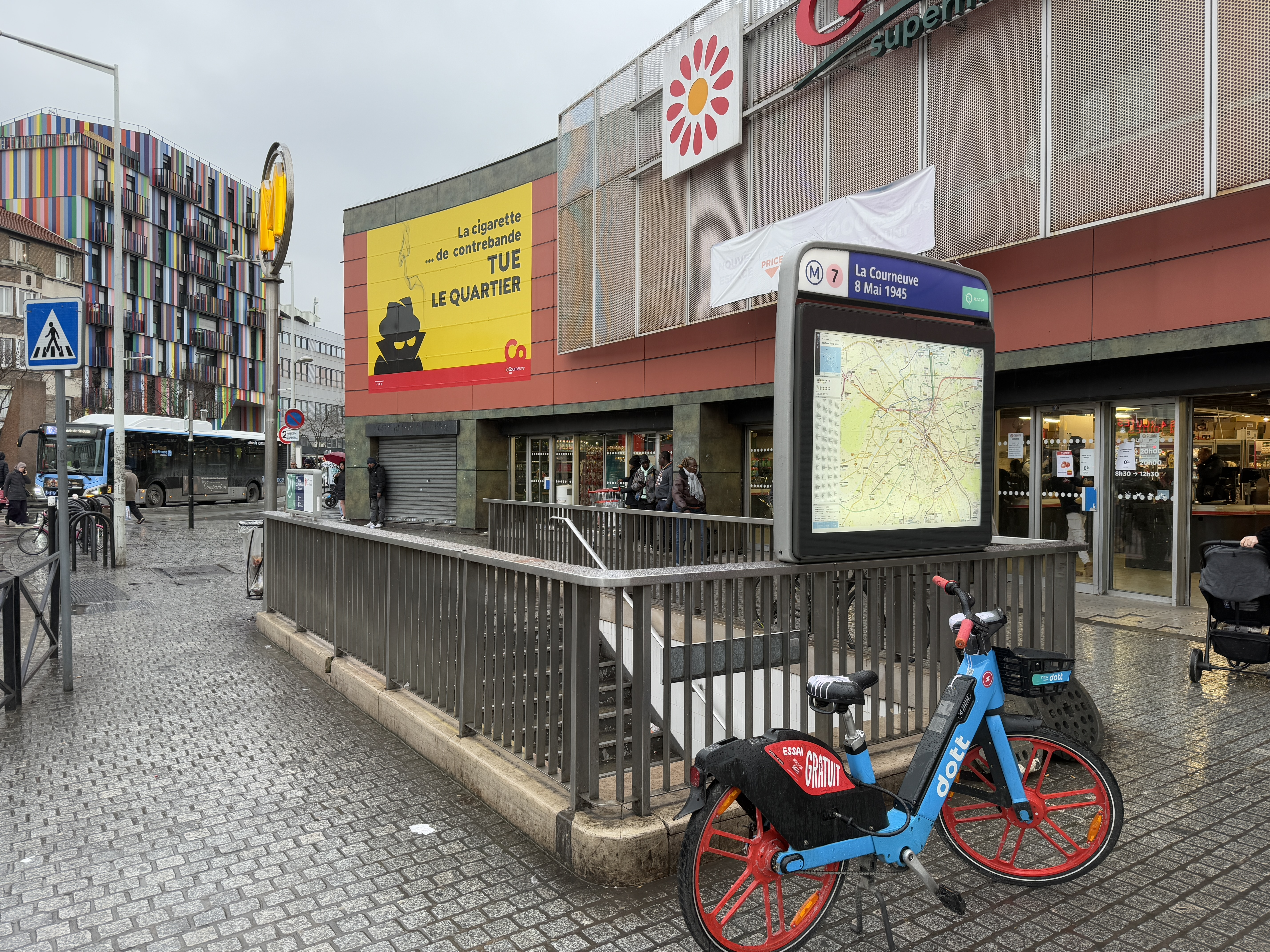
L'accès no 3 « Avenue Paul Vaillant-Couturier ».
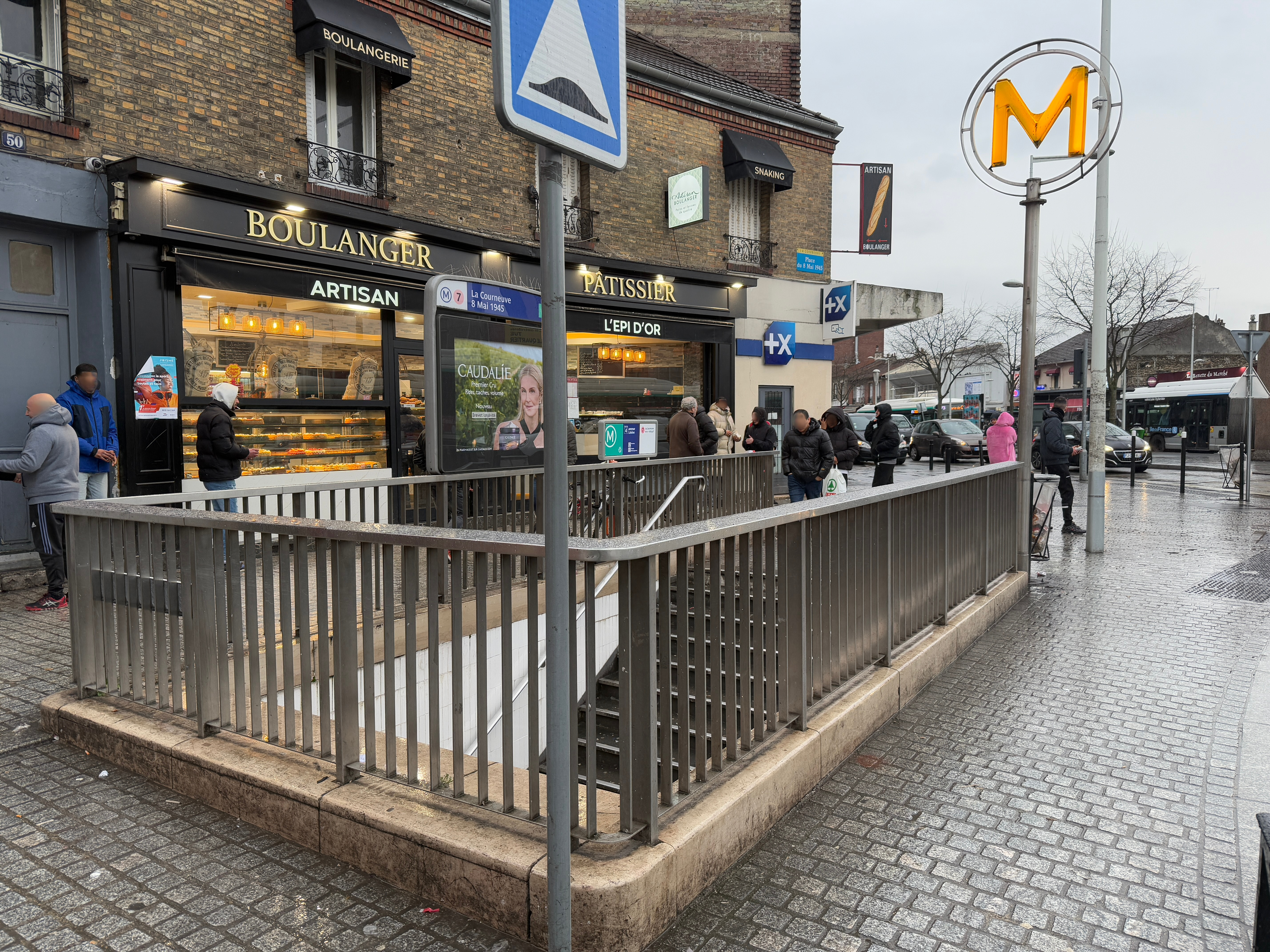
L'accès no 4 « Avenue Lénine ».

### Quais
La station comporte trois voies encadrant deux quais en îlot, la voie centrale servant autant aux départs qu'aux arrivées. Les murs sont ornés de fresques d'un lever ou coucher de soleil en bord de mer. La station compte quatre accès donnant sur la place du 8-Mai-1945 et quatre accès de correspondance avec la station de tramway, située sur le terre-plein central de la place et mise en service le 6 juillet 1992.
Sur les trois voies, celle de gauche sert de garage des rames, celle du milieu au retournement (avec trottoir) et celle de droite est utilisée par le MRF (petit site de maintenance équipé d'une voie de tour en fosse). Après les voies de retournement, existent six positions de garage. En tout, la station dispose de quatorze positions de garage.

### Intermodalité
La station est desservie par le tramway T1 (depuis le 6 juillet 1992).
La station de tramway est agrandie au cours de travaux importants entre octobre 2016 et l'été 2017 pour doter les quais d'une longueur de 32,50 m contre 20 m auparavant et porter leur largeur de 1,80 m à 5 m afin de faciliter les échanges de voyageurs et de préparer l'arrivée d'un nouveau matériel roulant de plus grande capacité. Les abris voyageurs sont modernisés et, au sud de la station, des escaliers mécaniques conduisent à la salle des billets du métro.
Elle est également desservie par  les lignes 152 et 173 du réseau de bus RATP, les lignes 607 et 609 du réseau de bus Terres d'Envol et, la nuit, par la ligne N42 du réseau de bus Noctilien.

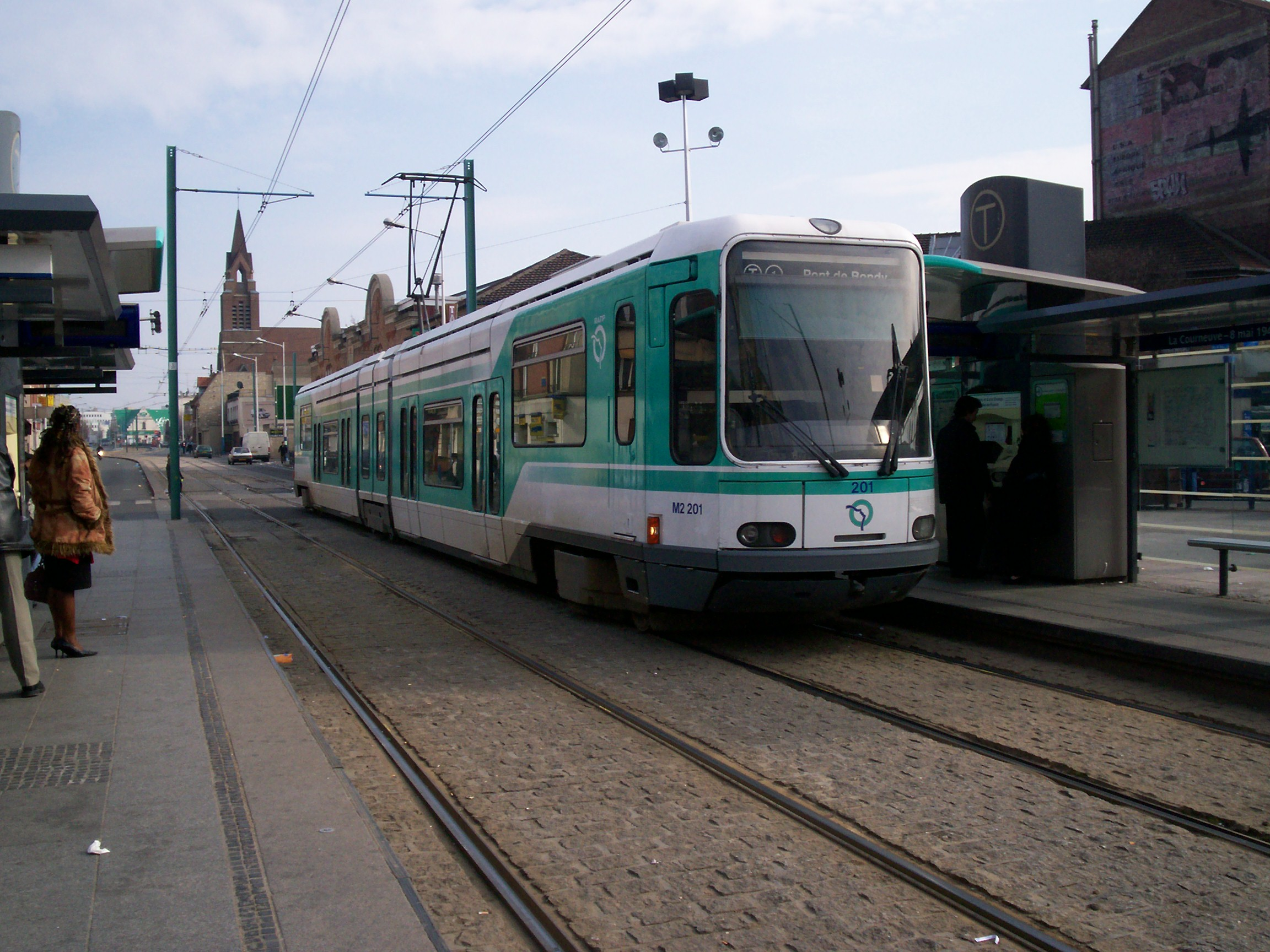
La station de tramway en 2006.
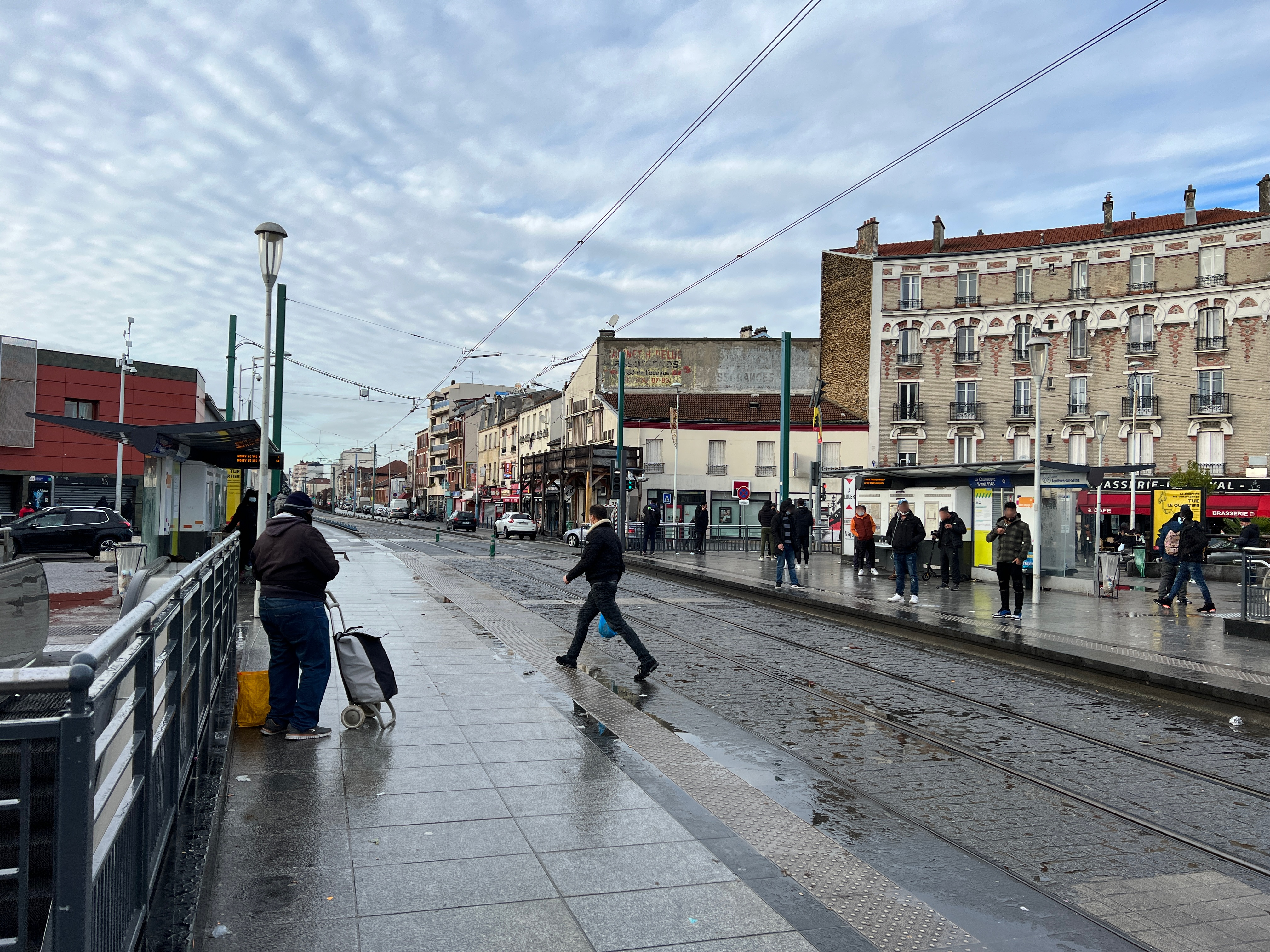
La station de tramway en 2022.

## À proximité

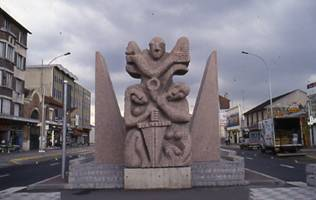
Le Mémorial de la Résistance.

La station dessert notamment le quartier commerçant des Quatre Routes et le Mémorial de la Résistance, sculpture de Shelomo Selinger.